# In tour (serie televisiva)
In tour è una serie televisiva italiana del 2011, adattamento de La gira, serie creata originariamente da Disney Channel Spagna, trasmessa in prima visione dal 13 maggio su Disney Channel. Protagoniste della serie le due vincitrici del talent show My Camp Rock nella versione italiana, Martina Russomanno e Arianna Costantin e con l'esordiente Ruggero Pasquarelli. Le riprese della seconda stagione sono terminate il 28 febbraio 2012, mentre la seconda stagione è stata trasmessa su Disney Channel dal 24 settembre 2012.
Della serie esiste anche una versione olandese intitolata On Tour.

## Trama
La serie racconta di due band molto diverse tra loro e perennemente rivali, sempre in giro per concerti: i Pops, un gruppo pop, e i Rolling Diamonds, rockettari sfegatati. Parte della trama si incentra sul problema che i Diamonds sono stufi di aprire i concerti dei Pops, loro nemici, e cercano in tutti i modi di prendere il palcoscenico come protagonisti, ma falliscono continuamente.

## Episodi
| Stagione         | Episodi | Prima TV Italia |
| ---------------- | ------- | --------------- |
| Prima stagione   | 24      | 2011            |
| Seconda stagione | 22      | 2012            |

## Personaggi

### I Pops
- Caterina, interpretata da Martina Russomanno.
Ha 14 anni ed è la leader del gruppo. La si può considerare una vera e propria "macchina da palcoscenico", poiché ama la musica e ci tiene a dare il meglio di sé in performance strepitose. Quotidianamente, ha un look casual ma trendy, mentre sul palco ha un look impeccabile e all'ultima moda. È sempre "connessa" con i propri fans, aggiornando di continuo i blog dei Pops con la sua agenda elettronica.
- Alice, interpretata da Arianna Costantin.
Ha 16 anni ed è l'altra cantante dei Pops. È sincera, ottimista e molto creativa; ha una visione della vita tutta sua: spensierata, positiva e leggera. È sempre alla ricerca del look perfetto per rappresentarla. È innamorata di Tom e, per questo, non sopporta Vanessa.
- Tom, interpretato da Ruggero Pasquarelli.
Ha 17 anni ed è l'unico cantante maschio dei Pops. Gli riesce tutto facile, ma è uno sfaticato e disordinato. Solo sul palco si impegna dando il massimo. Resta sempre calmo in ogni situazione e, mentre Caterina va nel panico e Alice fa le proposte più strambe, è lui che ha le idee migliori. È molto apprezzato dalle ragazze fans della band.

### I Rolling Diamonds
- Lenny, interpretato da Andrea Pisani.
Ha 24 anni ed è il leader della band di supporto, chitarra e voce. Pensa di essere una grande rockstar ma è solo arrogante e presuntuoso. Sfoggia i suoi abiti piumati e da rocker che gli confeziona la madre. Ha una grande amicizia con Fil, ragazzo semplice e un po' distratto.
- Ricky, interpretato da Giaime Mula.
Ha 16 anni ed è il fratello minore di Lenny. È sveglio e disinvolto ed è consapevole che la loro band farà sempre fiasco. Ammira i Pops, gli piace stare con loro ed è innamorato di Caterina.
- Fil, interpretato da Luca Peracino. Ha 23 anni ed è il bassista della band. È un grande amico di Lenny. Dei tre è il più stupido, anche per questo è facilmente influenzabile e fa tutto ciò che gli dice Lenny.

### Personaggi secondari
- Raffaele Bosetti, interpretato da Alessandro Betti.
Ha 40 anni ed è il manager di entrambi i gruppi. Nonostante non abbia né il talento né la preparazione, è tuttavia obbligato a seguire le orme della madre, la famosa produttrice discografica Mara Bosetti. È chiamato dai ragazzi "Boss".
- Giulia, interpretata da Alessandra Ierse.
Ha 32 anni ed è la coreografa e personal trainer che bada ai Pops, alternando momenti di "terrore" e quelli comprensivi con i giovani artisti.
- Vanessa, interpretata da Valeria Badalamenti
È una super fan di Tom e ha fondato anche un Fan Club in suo onore.

- Justin Bidet, interpretato da Andrea Bellacicco.
È la guest star del nuovo concerto dei Pops, canterà con loro l'ultimo pezzo.